# Devis
Pour les articles homonymes, voir Devis (homonymie).
Un devis est un document écrit par lequel un fournisseur ou un prestataire de services propose un prix pour un bien ou un service.
Plus précisément, un "devis" est un document détaillé qu'un prestataire de services ou un vendeur propose à son client potentiel avant l'exécution d'un travail ou la livraison de produits. Ce document inclut généralement une description précise des services ou produits offerts, avec leur quantité et le prix unitaire, aboutissant à un total général que le client devrait payer si les conditions sont acceptées.
Le devis sert ainsi de proposition commerciale et peut être considéré comme un engagement sur les prix et les délais par le fournisseur, sous réserve de l'acceptation du client. Il est important dans le processus de prise de décision du client, lui permettant de comparer différentes offres et de planifier ses dépenses. Dans certains cas, le devis peut également comporter les conditions de vente, les délais de livraison, et d'autres informations pertinentes telles que les garanties ou les modalités de paiement.

## Enjeux d'un devis et conditions légales
Lorsqu'un particulier ou une société demande des devis auprès de plusieurs entreprises, cela lui permet de comparer les prix et les prestations fournies.
Généralement, les devis sont gratuits. Le fournisseur ou prestataire est tenu de ne pas modifier les prix indiqués dans le devis jusqu'à ce que le demandeur se porte acquéreur. Un devis peut cependant comporter une date de fin de validité : par exemple : « Ce devis est valable pour une durée de 30 jours. »

## Démarche d'utilisation des devis
Un devis signé par les deux parties devient un document contractuel au regard du Code civil. En cas de litige ultérieur, le devis est alors le document de référence.

## Ce que doit comporter un devis
- Identification du prestataire qui rédige le devis :
  - nom et raison sociale
  - adresse complète
  - téléphone
  - télécopie
  - adresse électronique et site web
  - Le nom et le numéro d'assurance (RC-PRO) obligatoire uniquement pour les artisans ou les micro-entrepreneurs exerçant une activité artisanale[3]
- Identification de la personne qui a demandé le devis :
  - prénom, nom
  - adresse
  - téléphone
- Le mot devis écrit en grands caractères
- Les prestations ou biens qui font l'objet du devis
- La liste des prix et le total des montants
- La date du devis

## Dans le secteur du bâtiment
(février 2016).
« Les devis et marchés en matière de construction sont, dans un sens général, l'ensemble des conventions qui interviennent entre le propriétaire et les constructeurs, pour régler le mode d'exécution d'une construction déterminée. C'est l'entrepreneur en bâtiment qui contracte le marché, et non pas l'architecte : celui-ci est un artiste, qui conçoit la forme et la disposition des constructions, dresse les plans et devis, dirige les travaux, vérifie et règle les Mémoires, fournit, en un mot, son talent et ses soins, et non les matériaux ni la main d'œuvre. Aussi la loi ne le soumet pas à la patente. (...) Si l'architecte entreprend d'exécuter la construction avec marché et fourniture de matériaux, il n'est plus seulement architecte, il est entrepreneur de bâtiments. Cette exécution, en effet, avec marché et fourniture de matériaux, n'appartient qu'à l'entrepreneur qui, se livrant à la spéculation des travaux de construction, est un commerçant patenté. Il faut ainsi distinguer entre l'architecte et l'entrepreneur, pour n'appliquer à chacun que les règles du droit qui le concernent ».
« Le contrat appelé devis et marché se forme dans des circonstances particulières qu'il est utile de rappeler. Lorsqu'un propriétaire veut faire exécuter une construction de quelque importance, il commence ordinairement par demander à un architecte une esquisse d'ensemble de la construction, et un aperçu général plutôt fort que faible de la dépense. Si ces indications sommaires le décident à construire, il fait dresser un plan en coupe et en élévation, présentant tous les détails de construction qu'il est possible de figurer; il fait ensuite dresser sur ce plan un Devis des travaux, c'est-à-dire un état détaillé des ouvrages de toute nature dont se composera la construction.
Le devis comprend deux parties : 
- le  devis descriptif, qui indique en détail la position et les dimensions générales de la construction, les distributions et les dimensions particulières, la nature, la qualité, la quantité et le mode d'emploi des matériaux, et enfin le mode d'exécution des travaux;
- le devis estimatif, qui énonce le prix détaillé de tous les matériaux et de la main-d'œuvre, et se termine par un résumé exprimant le prix total de la construction, si elle est faite à forfait. Après avoir établi les plans et devis, le propriétaire et l'architecte dressent le Marché. C'est un acte contenant les clauses et conditions générales, suivant lesquelles le propriétaire et l'entrepreneur qui sera choisi s'engageront, chacun de son côté, à exécuter les travaux conformément aux plans et devis qui demeureront annexés au marché. Les devis et le marché, réunis ensemble, constituent ce qu'on appelle le Cahier des charges[4]. »

## Logiciels
De nombreux logiciels dédiés, outre les classiques tableurs permettent de réaliser des devis plus ou moins élaborés.